# Okres
Ein Okres (Mehrzahl Okresy) ist die landessprachliche Bezeichnung einer Gebietseinheit in Tschechien, der Slowakei und vormals der Tschechoslowakei. Es handelt sich um die zweite Stufe der Verwaltungsgliederung, die zwischen den Kraj und den Gemeinden (Obec) steht. Die deutsche Übersetzung ist uneinheitlich, etwa „Bezirk“ oder „Kreis“.

## Geschichte

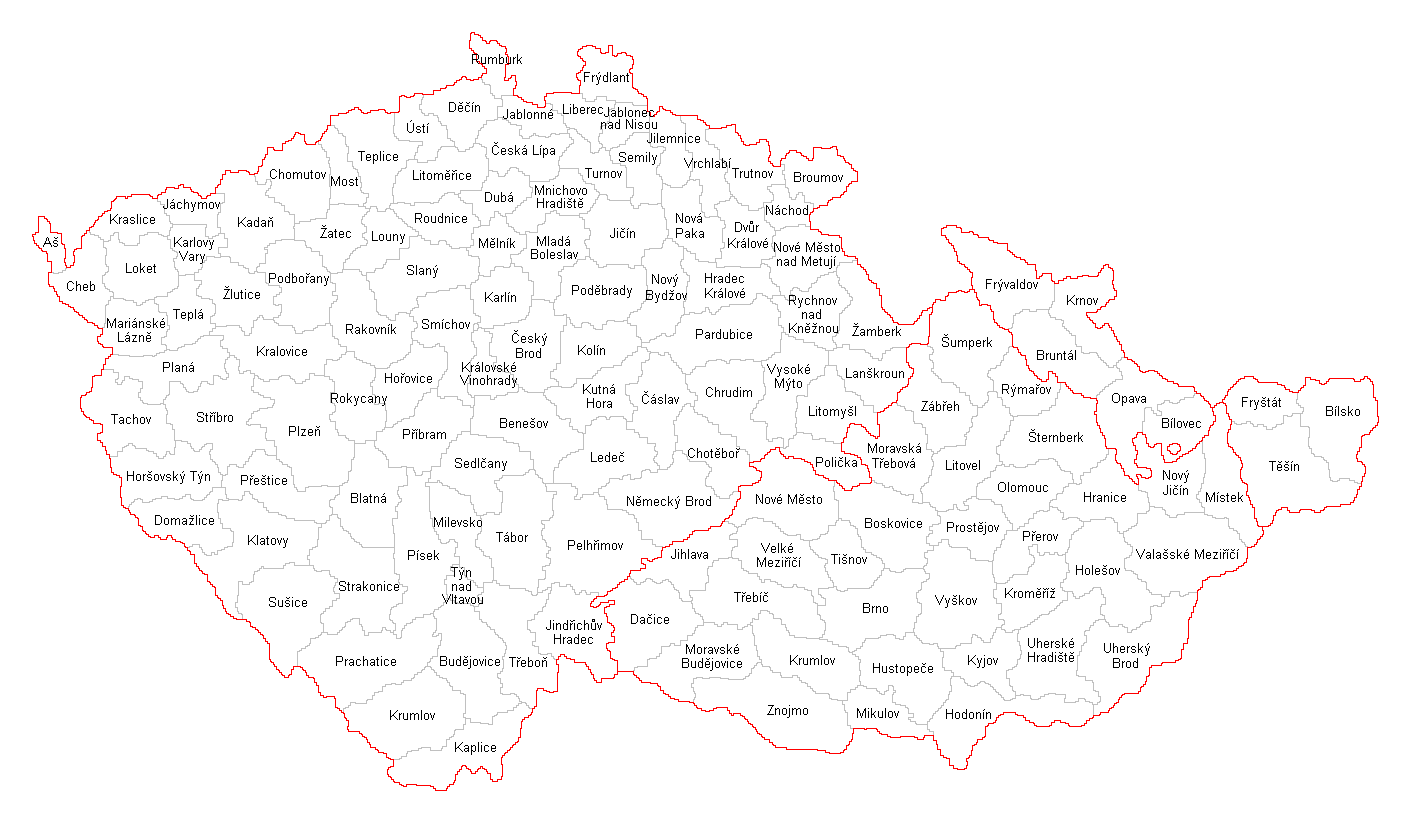
Die politischen Bezirke in den böhmischen Ländern im Jahr 1900

Der direkte historische Vorläufer der Okresy waren die 1850 in der Österreichischen Monarchie eingeführten „Politischen Bezirke“ (als politický okres, Pl. politické okresy übersetzt), die vor allem nach 1867 (Österreichisch-Ungarischer Ausgleich) auf dem später tschechoslowakischen Gebiet recht unterschiedlich konzipiert waren (vgl. Politische Bezirke in Böhmen, Politische Bezirke in Mähren, Komitate Ungarns in der heutigen Slowakei). In der neu entstandenen Tschechoslowakei wurde im Jahr 1922 der altösterreichische Bezirksbegriff im Wesentlichen übernommen.
Während der Zeit des Reichsprotektorats Böhmen und Mähren bestanden die Politischen Bezirke weitgehend fort, während in den vom Deutschen Reich annektierten Sudetengebiet (ab 1939 Reichsgau Sudetenland) Landkreise und Stadtkreise eingeführt wurden.
Im Jahr 1946 wurde die Unterteilung der Einheit Okres teilweise neu strukturiert. Zum 1. Februar 1949 und zum 11. April 1960 erfolgte in der Tschechoslowakei eine größere Territorialreform, bei der die Anzahl der Bezirke reduziert wurde.
Seit der Teilung der Tschechoslowakei 1993 existieren die Bezirke sowohl in Tschechien als auch in der Slowakei weiter. In beiden Ländern wurden die Bezirksämter abgeschafft, der Okres wurde aber bis 2017 bei der NUTS-Kategorisierung (NUTS:CZ) für die amtliche Statistik der EU der LAU-1-Ebene (Local administrative unit) zugerechnet, stellte also eine Ebene der Kommunalverwaltung dar.

### Tschechien

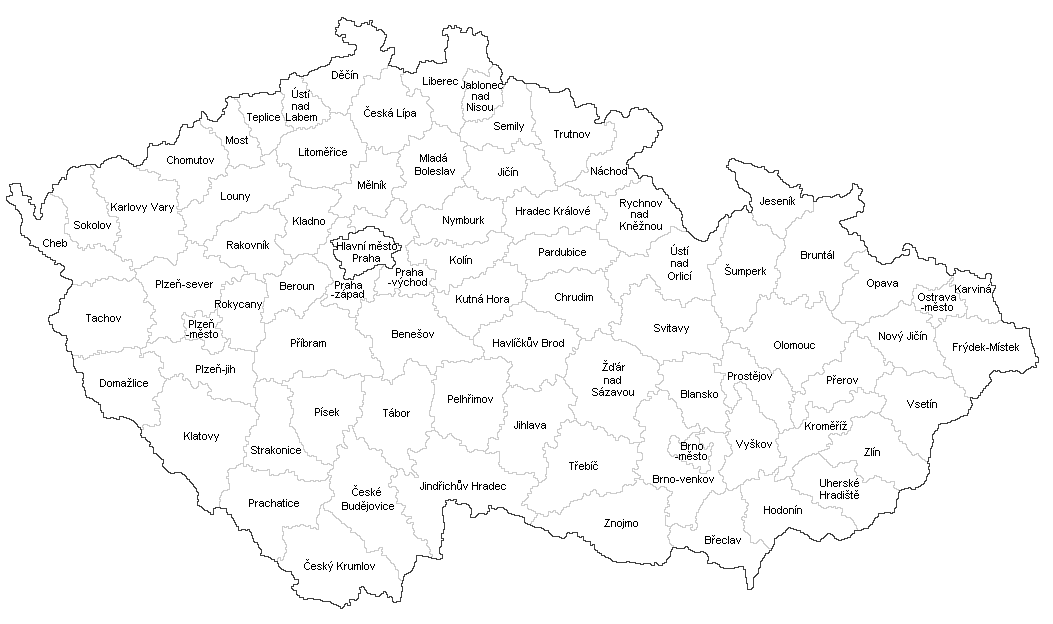
Okresy in Tschechien seit 2007

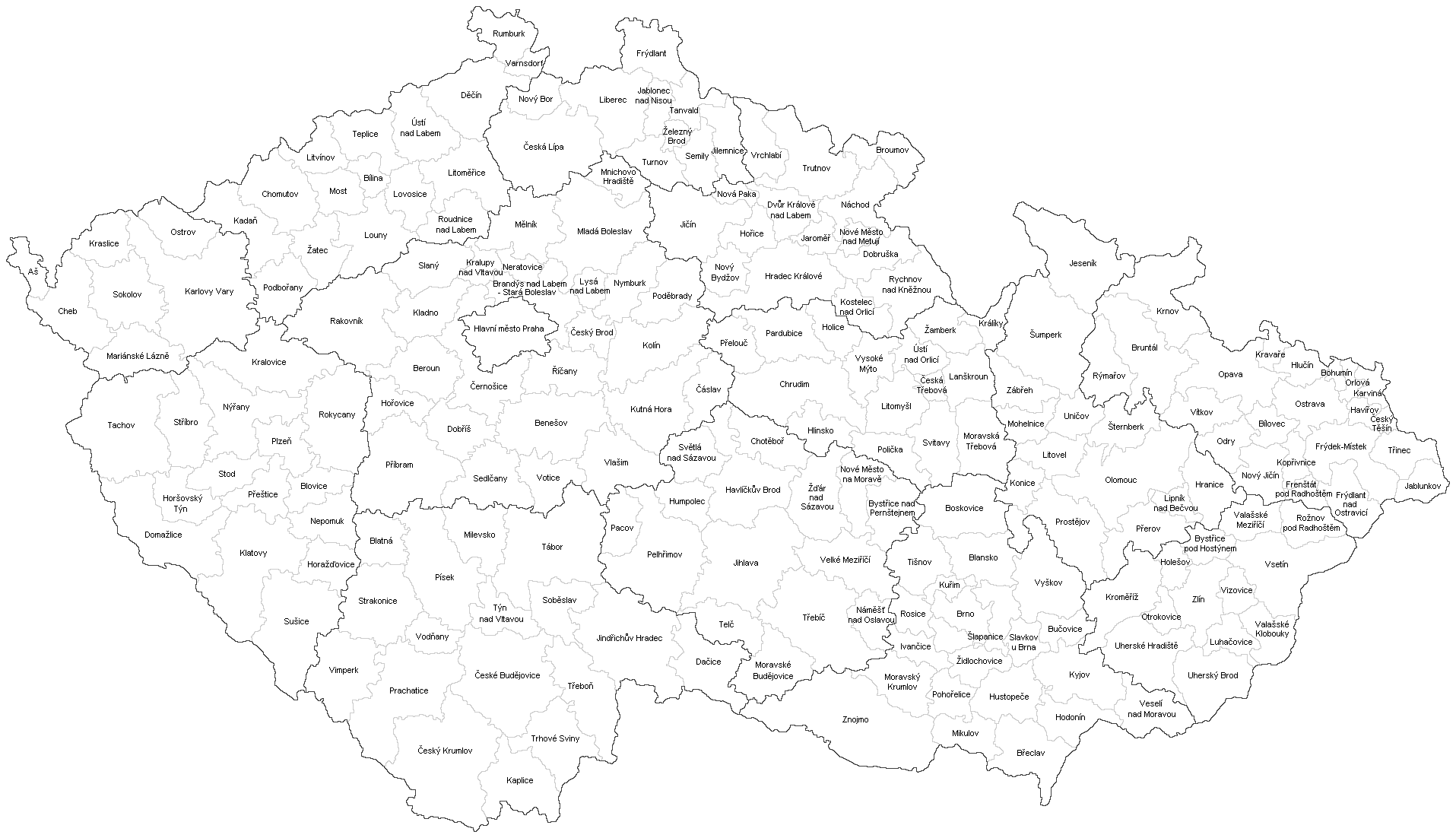
Bezirke in der Tschechischen Republik

In Tschechien wurden ihre Kompetenzen zum 1. Januar 2000 mit der Einführung der höheren selbst-verwaltenden Gebietseinheiten – Kraje (Bezirke) – reduziert. Mit Wirkung vom 1. Januar 2003 wurden die Bezirkshauptmannschaften (tsch. okresní úřady) abgeschafft und die Kompetenzen teils auf die Bezirke, hauptsächlich aber auf die Kommunen übertragen. Ihre bisherigen Zuständigkeiten wurden teilweise von den Gebietskörperschaften und teilweise von sogenannten ORP-Kommunen übernommen. ORP (= Obec s rozšířenou působností) bedeutet Kommunen (Städte oder Gemeinden) mit erweiterten Befugnissen (auch als Gemeinde III. Grades bezeichnet). Zurzeit existieren 205 solcher ORP-Gemeinden in Tschechien, siehe Karte.
Der Okres ist seitdem in Tschechien keine Verwaltungseinheit mehr. Einige staatliche Bereiche bleiben aber weiter nach der administrativen Einheit Okres eingeteilt: Gerichte, Staatsanwaltschaften, Polizei, Arbeitsämter, Archive etc.
Man benutzt die Unterteilung auch weiter als eine territoriale und statistische Einheit. An der Spitze dieser Verwaltungseinheiten standen (im Unterschied zum deutschen Landratsamt und ähnlich wie in Österreich) keine gewählten, sondern berufsmäßige Organe. Zum 1. Januar 2007 wurden in Tschechien die Grenzen der Bezirke so verändert, dass sich kleinere Gemeinden immer in einem Okres befinden, zu dem die zuständige Nachbargemeinde mit erweitertem Verwaltungstätigkeitsfeld gehört.

### Slowakei

Okresy in der Slowakei

Auch in der Slowakei wurden die Zuständigkeiten der Einheit Okres reduziert. Okres ist nur noch eine formale Einheit. Die Bezirksämter (slow. okresný úrad) wurden abgeschafft und durch Ämter für mehrere Einheiten des Okres (obvodný úrad) ersetzt.

## Entsprechungen und Übersetzung
In Österreich entsprechen sie in etwa den Bezirken. In der zweiten Hälfte des 20. Jahrhunderts entsprachen sie von den Kompetenzen her vielleicht am besten den Kreisen in der DDR, und die Kraje entsprachen dann den „Bezirken“ der DDR.
Die Bezirke wurden 1850 in Österreich eingerichtet, deutsch hießen sie politischer Bezirk, tschechisch politický okres. Dabei wurde die bereits ältere höhere Gebietseinheit Kraj weiterhin als Kreis bezeichnet. Die Okresy werden daher, entsprechend der österreichischen Verwaltungstradition, in der Regel als Bezirke übersetzt. Bei der Übersetzung des Wortes als Bezirk ist jedoch zu beachten, dass auch das Wort obvod mit Bezirk übersetzt wird, das zum einen für den Stadtbezirk steht und zum anderen die allgemeine Bezeichnung für diverse Gebietsuntergliederungen ist (bei Wahlen, bei der Polizei usw., in der Slowakei auch bei der zum 1. Januar 2004 geschaffenen Verwaltungseinheit zwischen den Okresy und den Kraje).
Da es sich um eine kommunale Ebene handelt, findet sich auch „Gemeindekreis“ als Bezeichnung, auch in Abgrenzung zu „Landesbezirk“ für den Kraj.
Als allgemeine Bezeichnung für diverse eher kleinere Gebietsuntergliederungen (Wahlkreise u. ä.) wird auch der Begriff okrsek (tschechisch) bzw. okrsok (slowakisch) verwendet. Sprachlich handelt es sich um eine Verkleinerungsform von Okres.